# Poullan-sur-Mer
Poullan-sur-Mer (tiếng Breton: Poullann) là một xã của tỉnh Finistère, thuộc vùng Bretagne, miền tây bắc Pháp.

## Dân số
Người dân ở Poullan-sur-Mer được gọi là Poulannais.